# Orjen
Orjen (kyrillisk stavning: Орјен) är ett bergsmassiv i södra delen av Dinariska alperna, nordväst om Kotorbukten på Balkanhalvön. Massivet ligger på gränsen mellan Montenegro och Bosnien och Hercegovina. Högsta toppen är Veliki kabao på 1895 meter över havet.

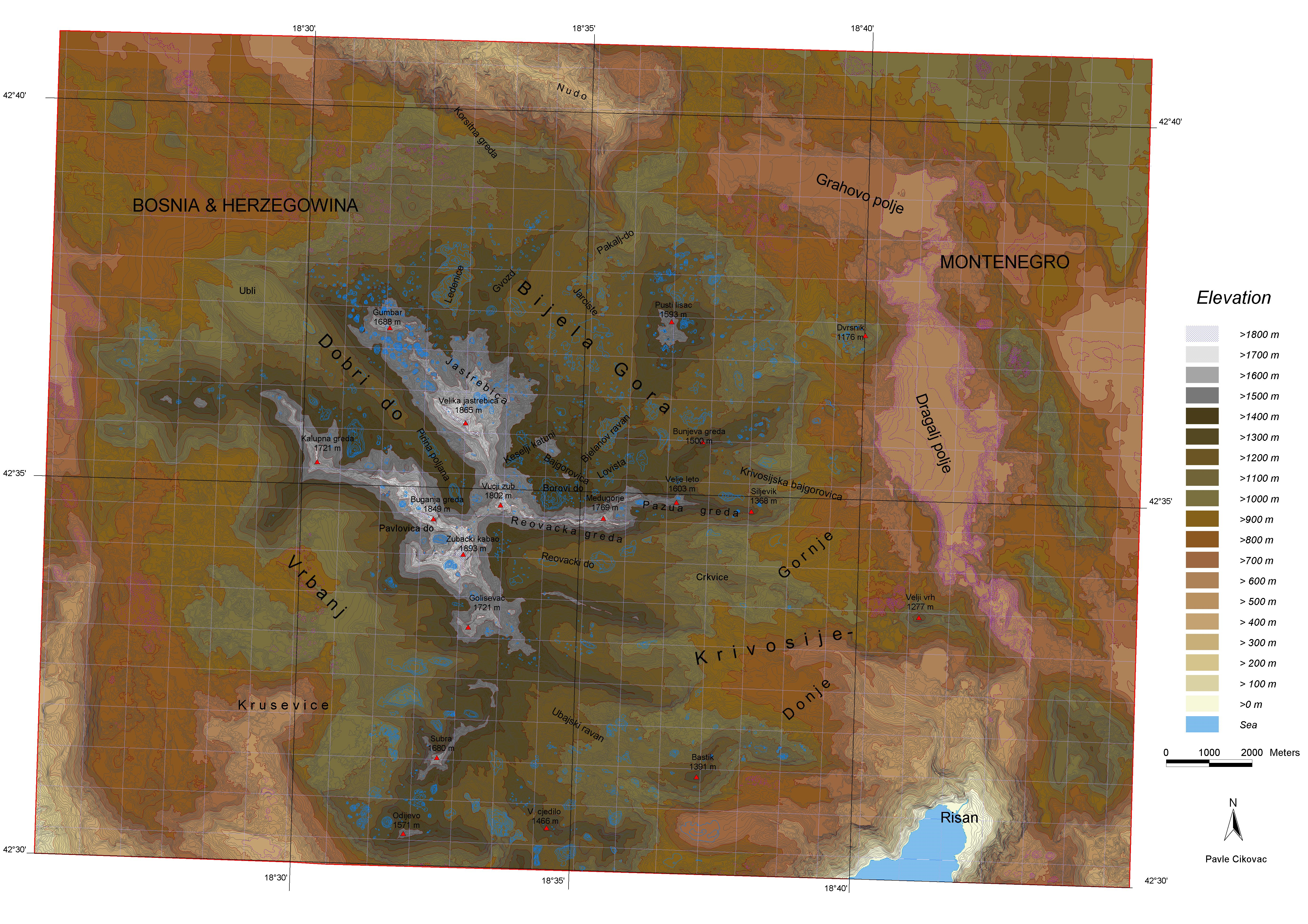
Topografisk karta över Orjen.